# SBS Broadcasting
 For alternative betydninger, se SBS. (Se også artikler, som begynder med SBS)
SBS Broadcasting (kort for Scandinavian Broadcasting System) var en medievirksomhed med hovedsæde i Amsterdam, der ejede 16 tv-kanaler og 20 radiokanaler i 9 europæiske lande.
Selskabet blev oprettet i 1990 af Harry Evans Sloan, der købte den norske satellitkanal TV Norge og 25% af den københavnske lokal-tv-station Kanal 2. Selskabet blev børsnoteret på NASDAQ 10. marts 1993 og på Euronext 4. august 1999. I Danmark bestod selskabets aktivteter af SBS TV med Kanal 4, Kanal 5, 6'eren og The Voice TV samt af SBS Radio, der drev radiokanalerne The Voice, Radio 2 (senere Radio City). I februar 2005 opkøbte selskabet desuden C More Group, der står bag en række betalings-tv-kanaler under navnet Canal+.
SBS lukkede ved årsskiftet 2004/2005 radiokanalerne POP FM, der sendte fra oktober 1999 til 28. december 2004, og Nyhedsradioen 24/7, der sendte fra 21. januar 2002 til 31. januar 2005. I Norge ejes Radio Norge. I 2007 blev SBS Broadcasting overtaget af ProSiebenSat.1 Media, der i vid udstrækning videreførte SBS' aktiviteter. 14. december 2012 blev SBS Nordic solgt videre til Discovery Communications for omkring 1,7 mia. dollars, og derved overtog følgende kanaler: 

## Tv
- Danmark: TV1, TV 2, TV3, Kanal 4, Kanal 5, 6'eren, 7'eren, Canal 9
- Finland: TV5
- Nederlandene: NET 5 · SBS 6 · SBS 9 · Veronica
- Norge: TV Norge, Norsk TV1, TV 2, TV3, TV6, The Voice, FEM, MAX, VOX
- Sverige: Kanal 1, TV2, TV3, TV4, Kanal 5, TV6, TV7, Kanal 9, TV10, Kanal 11, TV1000
- Ungarn: TV2, TV3, TV4, TV6, Viasat 3, Viasat 6, Viasat Film, FEM3, PRO4, Mozi+, TV2 Klub

## Radio
- Danmark: The Voice, Pop, Nova,
- Finland: The Voice, Iskelmä, Radio City
- Norge: The Voice, Radio 1, Radio Norge
- Sverige: Mix Megapol, Rockklassiker, The Voice, Vinyl 107,Radio 107,5

Desuden findes konceptet Radio Play, der ud fra brugerens adfærd analyserer sig frem til hvilken slags indhold, der forventes at falde i brugerens smag. Endvidere er der har mulighed for at lytte til netradio for den førnævnte kanaler.